# Jordi Paulí i Safont
Jordi Paulí i Safont (Badalona, Barcelonès, 6 de setembre de 1969) és instrumentista de tenora, saxòfon, piano i clarinet, i compositor de sardanes.

## Biografia
Va destacar en l'edició del concurs "Sardana de l'any 2010" la seva composició anomenada "Rebombori", un espectacle visual i sonor per a dues cobles, banda simfònica, gralles i sacs de gemecs. Com a instrumentista ha format part de les formacions: Roda de saxos, Saxocromia, Cobla Sant Jordi-Ciutat de Barcelona, Cobla Bohèmia, Blue Big Band de l'Aula de Jazz de Barcelona, Big band de l'EMB de Badalona, Orquestra Maravella, la Banda Municipal de Barcelona, La Girona Jazz Project, Gironsax, Jazz de Copes, Jordi Paulí Quartet, Duet amb Santi Escura, Orquestra Filharmònica de Catalunya, Cobla de Cambra de Catalunya i La Salseta del Poble Sec. Ha col·laborat amb Els Joglars, Lluís Llach, Santi Arisa, Joan Albert Amargós, Tactequeté, Coetus, Orchestre 2e2m du Paris, entre d'altres.
Ha sigut director de la "Cobla Maricel" de Sitges i també de "La Vilanova Big Band" del Conservatori Municipal de Música "Mestre Montserrat" de Vilanova i la Geltrú. Amb la seva formació "Jordi Paulí Quartet" ha realitzat un treball molt interessant en el camp jazzístic tocant la tenora en el grup i desenvolupant les possibilitats improvisatòries de l'instrument. En el camp pedagògic, ha estat professor de l'Orfeó de Sants de Barcelona i de les escoles de música de Sabadell, Badalona i actualment és professor de saxòfon i tenora a l'Escola - Conservatori Municipal de Música de Vilanova i la Geltrú.
Va ser director artístic del Festival Internacional de Música Popular i Tradicional FIMPT, des de l'any 2016 a l'any 2019 a Vilanova i la Geltrú.

## Discografia
Selecció (tots en disc compacte)
- Cobla Bohèmia. Sardanes Jordi Paulí.  Barcelona: Audiovisuals de Sarrià, 2003. Comprèn les sardanes Marta; Sitges, racó de la calma; Euterpe; Joves dansaires; Glòria; Pare i amic; Noces d'or a Badalona; Pau per Bòsnia; La il·lusió de la Roser; Blanca espurna; La Júlia de Solsona; Amics del refugi; La sardana dels Joglars; Afalagada; El rei de la casa; Joves lleons
- Jordi Paulí Quartet. Aire frec.  Vilanova i la Geltrú: s.n., 2009. Intèrprets: Jordi Paulí, tenora; Santi Escura, piano; Joan Moliner, baix; Kike Colmenar, bateria; i la col·laboració de Núria Feliu, veu
- Cobla Bohèmia. Connectats 1.  Barcelona: Audiovisuals de Sarrià, 2012. DC monogràfic dedicat als compositors del grup GASP: Daniel Gasulla, Lluís Alcalà, Carles Santiago i Jordi Paulí. De Jordi Paulí conté les sardanes Amics del Pla de la Seu; Mariona; Lo Miquel del Guinardó; Júlia.
- Cobla Maricel. Sardanes Jordi Paulí.  Barcelona: Audiovisuals de Sarrià, 2013. Conté les sardanes Aina; A l'avi Peret; Un bon badaloní; Com uns pares; L'Eco de Sitges, 125; Júlia; L'aplec de Cubelles; Amsterdam; Judit i Arnau; A un gran metge; Badalona, Capital de la Cultura Catalana 2010; Arrels a Cornellà; Dimarts i tretze, Pere!; Núria Feliu és sardana; La plaça del nen de la Rutlla; Independansa
- Cobla Bohèmia. Connectats 2.  Barcelona: Audiovisuals de Sarrià, 2014. DC dedicat als compositors del grup GASP. De Jordi Paulí conté les sardanes Sardanes en blau; Estimada Mercè; A un bon amic; La Pepita de Gràcia
- Cobla Bohèmia. Connectats 3.  Barcelona: Audiovisuals de Sarrià, 2017. DC dedicat als compositors del grup GASP. De Jordi Paulí conté les sardanes "Somni de llibertat"; "L'Enrenou de 2014"; "50 anys amb el músic solitari"; "La màgia de la sardana"